# كرسي هزاز
الكرسي الهزاز أو الهزاز هو نوع من الكراسي يحتوي على شريطين منحنيين متصلان بأسفل الساقين، وتترابط الساقان على كل جانب. يلامس الشريطان الأرضَ عند نقطتين فقط مما يمنح الجالس عليه القدرة على التأرجح ذهابًا وإيابًا عن طريق تغيير وزنه أو الدفع برفق بأقدامه.  عادة ما تكون كراسي الهزاز مصنوعة من الخشب. يمكن طي بعض الكراسي الهزازة.

## علم أصول الكلمات
أول استخدام معروف للمصطلح الإنكليزي المقابل لمصطلح الكرسي الهزاز يعود إلى عام 1766.